# Увага — це все, що вам треба

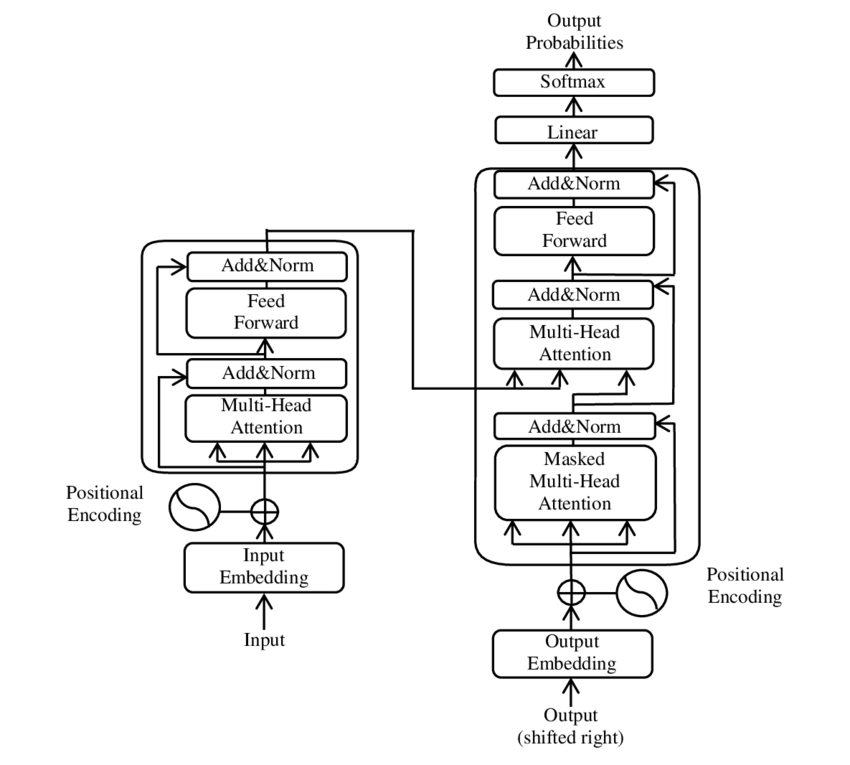
Ілюстрація основних складових трансформерної моделі з цієї статті

«Увага — це все, що вам треба» (англ. Attention Is All You Need) — це наукова стаття 2017 року від Google. Створена вісьмома науковцями, вона була покликана поширити механізми уваги 2014 року, запропоновані Багдановим зі співавторами, на нову архітектуру глибокого навчання, відому як трансформер. Цю статтю вважають засадничим документом сучасного штучного інтелекту, оскільки трансформери стали основною архітектурою великих мовних моделей. На той час це дослідження зосереджувалося на покращенні методик seq2seq для машинного перекладу, але навіть у своїй статті автори бачили потенціал для інших завдань, як-от відповідання на питання, та для того, що зараз називають мультимодальним породжувальним ШІ.
Станом на  2024 цю статтю процитували понад 100 000 разів. Усі вісім авторів покинули Google.
Ноам Шазір і ще 7 дослідників Google, серед яких був і українець Ілля Полосухін є авторами статті.